# Joachim Spieth
Joachim Spieth (* 1979) ist ein deutscher Musikproduzent und DJ.

## Leben
Joachim Spieth veröffentlicht Musik, die international Beachtung findet, auf Vinyl oder digitalen Tonträgern, darunter Alben (Onitor,Affin),
Singles (Kompakt, Auftrieb, Tongut,Paso Music, Affin,Past Inside the Present), Compilations (Affin) und DJ Mixe (Radio, Streams).

## Musikalische Laufbahn und Stil

Joachim Spieth ist bekannt für seine Fähigkeit, tiefgründige und hypnotische Klänge zu erzeugen, die das Publikum in eine andere Welt entführen. Seine Produktionen, sowohl Solo als auch in Zusammenarbeit mit anderen Künstlern, haben ihm international Anerkennung und Respekt in der Techno-Szene verschafft.
Im Jahr 2007 gründete er das Plattenlabel „Affin“, das sich auf Techno und Ambient-Musik spezialisiert hat. „Affin“ hat eine Vielzahl von Künstlern aus der ganzen Welt unterstützt und ihnen eine Plattform für ihre Musik gegeben.

## Diskografie (Alben)
- 2000: Fluchtpunkt (Onitor)
- 2017: Irradiance (Affin)
- 2020: Tides (Affin)[3]
- 2021: Ousia (Affin)[4][5]
- 2022: Terrain (Affin)[6]